# ترويج القمار
ترويج القمار هو ترويج للقمار تقوم به نوادي القمار ومؤسسات اليانصيب والمراهنات أو المنظمات الأخرى التي تمنح الفرصة لعمل المراهنات. ويجري عادة من خلال مجموعة متنوعة من وسائل الإعلام أو عبر صفقات رعاية تجارية وتحديدًا مع الفعاليات الرياضية أو الأشخاص.
وعلى الرغم من أنه غير منظم بشكل كبير مثل دعاية التبغ ودعاية الكحول، إلا أنه يوجد في العديد من البلدان قوانين صارمة بشأن الطريقة التي يمكن بها تسويق مثل هذه الخدمات.
وفي كثير من الأحيان يقوم مشغلو الألعاب برعاية الفعاليات الرياضية، أو الرياضيين، أو التغطية التلفزيونية. على سبيل المثال، قام موقع Bet365 برعاية لاعبي السنوكر كما حظيت تغطية القناة الرابعة البريطانية لسلسلة آشز 2005 برعاية رهانات بيتفير، وهما عبارة عن موقعي رهان على الإنترنت. وفي حالات أخرى، يقومون بأعمال مثيرة لاجتذاب انتباه الجمهور. على سبيل المثال، رعاية موقع GoldenPalace.com للعديد من الملاكمين المحترفين، وعلى أجسامهم وشوم قصر الرياضة الذهبي المؤقتة.
وللالتفاف على القيود المفروضة على الإعلانات، تقوم بعض شركات البوكر على الإنترنت (online poker) بالترويج لمواقع لعب مجاني، مثل PartyPoker.net وPokerStars.net، وفي بعض الأحيان يطلقون على هذه المواقع المجانية اسم «مدارس البوكر». وتقيد هذه المواقع الوصول بمن هم في السن القانونية، على الرغم من أن ذلك ليس مطلوبًا.
وفي أستراليا، أدارت وكالة مبدأ الألعاب (مجلس وكالة حاسب الرهانات) (TAB) إعلانات على التلفاز خلال التسعينات، تحت شعار «رهان الأدرينالين» (لعبة على اسم الشركة). ومنذ ذلك الحين، تم تقييد مجلس وكالة حاسوب الرهانات (TAB) من جميع الإعلانات التلفزيونية ووسائل الإعلام الأخرى، ولكن لا يزال مسموحًا لها بطباعة أرباح السباق في الصحف.
ومن شهر سبتمبر من عام 2007 ستمنع المملكة المتحدة ما يقرب من 1000 من مواقع القمار لأنها لا تستوفي المبادئ التوجيهية التي تفرضها دائرة الثقافة، والإعلام، والرياضة.

## وصلات خارجية
- Joint Committee on the Draft Gambling Bill First Report
- Television Bureau of Canada Guidelines: Gambling Advertising نسخة محفوظة 13 أغسطس 2005 على موقع واي باك مشين.
- Casinocitypress.com: US I-Gaming Policy Report - Advertising and the Law
- Jack Media: Gambling Advertising Agency